# 棠香街道
棠香街道，是中华人民共和国重庆市大足区下辖的一个乡镇级行政单位
，也是大足区党政机关驻地。

## 歷史沿革
- 龍崗鎮（1）：工農村
- 城南鄉（10）：三合村、南郊村、金星村、解放村、雙豐村、官峰村、永岸村、元渠村、營堂村、冉家店村
- 城東鄉（12）：紅星村、報恩村、長岩村、惜字閣村、上游村、和平村、五星村、中和村、同心村、水峰村、龍泉村、群力村

## 行政区划
历史上，当前棠香街道所辖区域主要包括城南乡、城东乡及龍崗鎮的部分區域。
2002年6月5日，重庆市人民政府（渝府[2002]68号）批复同意撤销龙岗镇、城南乡，设立龙岗、棠香两个街道办事处。其中，棠香街道办事处辖原龙岗镇的三级街、工农街2个居委会和工农、红星、报恩、长岩、惜字阁、上游、和平、五星、中和、同心、水峰、龙泉、群力等13个村及城南乡的三合、南郊、金星、解放、双丰、官峰、永岸、元渠、营堂、冉家店等10个村的行政区域，其中工农、红星、报恩、五星、群力、三合、南郊、金星、永岸等9个村设为居委会。
棠香街道目前下辖以下地区：
报恩村社区、东关社区、海棠社区、五星社区、红星社区、水峰社区、金星社区、惜字阁村、和平村、双丰村、三合村和冉家店村。

### 2003年調整的區劃[4]
- 將原惜字閣村、長岩村合併為一個村，名為惜字閣村；
- 名為報恩村社區居委會、東吳社區居委會、海棠社區居委會。

## 经济
大足新城的主要开发区——海棠新城大部分位于棠香街道内。2017年，棠香街道地区生产总值27.1亿元，居全区第5，同比增长9.7%，居全区第2。